# 익산 함벽정
익산 함벽정(益山 涵碧亭)은 대한민국 전북특별자치도 익산시 왕궁면 동용리에 있는 건축물이다. 1986년 9월 8일 전라북도의 유형문화재 제127호로 지정되었다.

## 개요
1920년에 왕궁 저수지의 둑이 완성된 후 이를 기념하기 위해서 송병우가 세운 누각이다.
지붕의 옆면이 여덟 팔(八)자 모양인 팔작지붕집으로 정자로서는 규모가 큰 것에 속한다. 정자 주변의 연못에는 중국에서 처음으로 흰색 연꽃을 갖다 심었다고 전한다.

## 현지 안내문
이 정자는 왕궁저수지가 준공된 1920년경, 이 고장의 부호였던 송병우가 주변의 빼어난 경치를 즐기기 위해 건립했다. 저수지 수문 옆 50여m 높이의 바위 위에 정자를 짓고 주변에 벚꽃 나무를 심었으며, 주변 연못에는 중국에서 들여온 하얀 연꽃을 심었다 한다. 푸른빛이 감도는 저수지의 맑은 물을 그려 〈함백정〉이란 이름을 붙였다. 봄에 벚꽃이 반발하여 저수지 물에 비추일 때면, 정자 이름 그대로 풍경이 극치를 이룬다.

## 같이 보기
- 왕궁저수지

## 참고 자료
- 함벽정 - 국가유산청 국가유산포털